# Kokowaro
Kokowaro est une localité du Cameroun, située dans l'arrondissement de Bamusso, le département du Ndian et la Région du Sud-Ouest.

## Population
Lors du recensement national de 2005, Kokowaro comptait 6 habitants.